# Erich Goede
Erich Goede (* 24. Mai 1916 in Allenstein; † 13. Mai 1949) war ein deutscher Fußballspieler. 

## Karriere

### Vereine
Goede ging aus der Jugend von Tennis Borussia in Berlin hervor, debütierte dort auch in der 1. Mannschaft, bevor er 19-jährig dem SV Hindenburg Allenstein angehörte, für den er während seiner Militärdienstzeit zwei Spielzeiten in der Gauliga Ostpreußen aktiv war, einer von 16 obersten Fußballligen, die nach der nationalsozialistischen Machtergreifung 1933 in Deutschland gegründet wurden. In dieser Zeit gewann er mit der Mannschaft zweimal die Meisterschaft und kam in der Gau-Auswahlmannschaft zum Einsatz.
Anschließend kehrte er 1937/38 in die Gauliga Berlin-Brandenburg zu Tennis Borussia zurück und wurde im Laufe des Herbstes wieder für TeBe spielberechtigt.
Zwei Jahre später wurde er vom Berliner SV 1892 verpflichtet, der 1945 aufgelöst und unter dem Namen SG Wilmersdorf neu gegründet wurde; diese Sportgruppe gewann 1946 die erste Berliner Nachkriegs-Meisterschaft. Am Saisonende 1948/49 in der seit der Saison 1946/47 neu geschaffenen Berliner Stadtliga und unter dem Namen Berliner SV 1892 ab 1948 wieder zugelassen, gewannen die Wilmersdorfer erneut die Meisterschaft. Ob Goede in diesen Jahren noch gelegentlich mitwirkte, ist nicht belegt.

### Nationalmannschaft
Am 3. Dezember 1939 bestritt er für die A-Nationalmannschaft sein einziges Länderspiel, das in Chemnitz mit 3:1 gegen die Auswahl der Slowakei gewonnen wurde.

## Erfolge
- Meister der Gauliga Ostpreußen 1936, 1937 (mit dem SV Hindenburg Allenstein)
- Meister der Gauliga Berlin-Brandenburg 1943 (mit dem Berliner SV 1892)
- vielleicht Berliner Meister 1946, (mit der SG Wilmersdorf) 1949 (mit dem Berliner SV 1892)

## Sonstiges
Im Spätsommer 1941 wirkte er als Nebendarsteller während der Dreharbeiten zu dem am 10. Juli 1942 in den Berliner Kinos Capitol am Zoo uraufgeführten Film von Regisseur Robert Adolf Stemmle Das große Spiel mit.